# Портраш

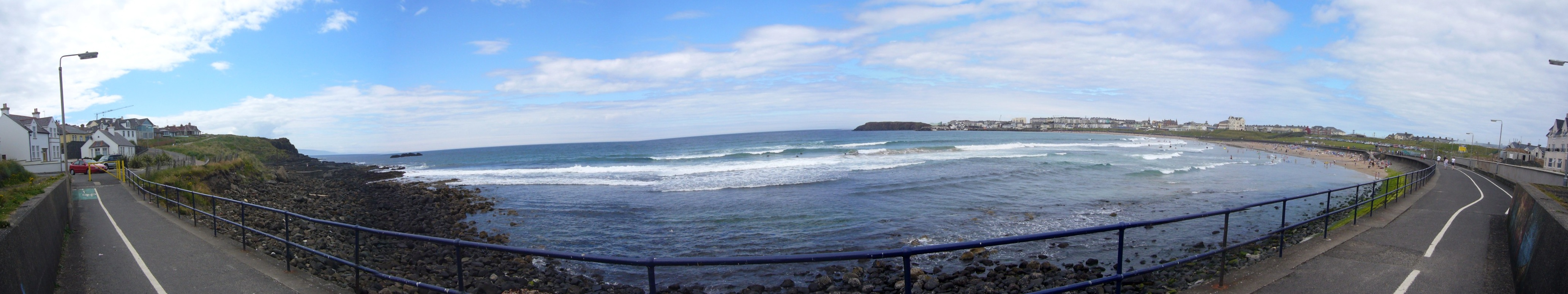
Панорама

Портра́ш (англ. Portrush, ирл. Port Rois) — малый город района Колрейн, находящийся в графстве Антрим Северной Ирландии.
Местная железнодорожная станция была открыта 4 декабря 1855 года и закрыта для товароперевозок 20 сентября 1954 года.

## Демография
Портраш определяется Northern Ireland Statistics and Research Agency (NISRA) как малый таун (то есть как город с населением от 4500 до 10000 человек).